# Треугольник (музыкальный инструмент)
Треугольник — ударный музыкальный инструмент в виде стального прута, изогнутого в форме равнобедренного треугольника, незамкнутого в одном из нижних углов. Треугольник свободно подвешивают за угол (традиционно при помощи жильной струны) и удерживают в руке, либо прикрепляют к пюпитру. Ударяют стальной палочкой.
Треугольник принадлежит к инструментам с определённой высотой звука, имеет блестящий и яркий тембр, способный украсить даже мощное оркестровое тутти. Как правило, ему поручаются несложные ритмические фигуры и тремоло.
С конца XVIII века треугольник — один из основных ударных инструментов симфонического оркестра. В сочинениях Гайдна, Моцарта и Бетховена он использовался для имитации так называемой «янычарской музыки». Одно из первых сочинений, в котором треугольнику поручена достаточно ответственная самостоятельная партия — Концерт № 1 для фортепиано с оркестром Листа. Среди музыкантов это произведение иногда в шутку называют «концертом для треугольника».
Характерное звучание треугольника можно услышать в среднем разделе увертюры к опере «Вильгельм Телль» Россини, музыке Грига к драме «Пер Гюнт» (Танец Анитры, Арабский танец) и других сочинениях. Треугольник широко применяется в форро, самбе и других типах популярной музыки Северо-Востока Бразилии. Также его звучание можно услышать в джазе и рок-музыке.